# Пинзиу
Пинзиу (порт. Pínzio)  —  район (фрегезия) в Португалии,  входит в округ Гуарда. Является составной частью муниципалитета  Пиньел. По старому административному делению входил в провинцию Бейра-Алта. Входит в экономико-статистический  субрегион Бейра-Интериор-Норте, который входит в Центральный регион. Население составляет 527 человек на 2001 год. Занимает площадь 27,24 км².
Покровителем района считается Антоний Падуанский (порт. Santo António). 